# 27453 Crystalpoole
27453 Crystalpoole este un asteroid din centura principală de asteroizi.

## Descriere
27453 Crystalpoole este un asteroid din centura principală de asteroizi. A fost descoperit pe 5 aprilie 2000 la Socorro, New Mexico, în cadrul proiectului LINEAR. Asteroidul prezintă o orbită caracterizată de o semiaxă mare de 2,97 ua, o excentricitate de 0,09 și o înclinație de 1,7° în raport cu ecliptica.